# آنا بالم دي روسا
آنا صوفيا بالم دي روسا (بالسويدية: Anna Sofia Palm de Rosa)؛ (25 ديسمبر 1859 - 2 مايو 1924) كانت فنانة سويدية ورسامة مناظر طبيعية. في التسعينيات من القرن التاسع عشر، أصبحت واحدة من الرسامين الأكثر شهرة في السويد مع لوحات البواخر والسفن الشراعية ومشاهد ستوكهولم المرسومة بالألوان المائية. كما رسمت صورة تاريخية عن لعبة بطاقات في فندق بروندومز في سكاجن حيثا قضت الصيف مع رسامو سكاجن. في سن السادسة والثلاثين، غادرت السويد إلى الأبد، وأمضت بقية حياتها في جنوب إيطاليا حيث تزوجت من ضابط مشاة. 

## النشأة والتعليم
وُلدت بالم دي روزا في يوم عيد الميلاد من عام 1859 في ستوكهولم ، وهي ابنة كل من الرسام غوستاف فيلهلم بالم، وإيفا ساندبرج التي كانت بدورها ابنة الرسام يوهان غوستاف ساندبرج . وكان منزل العائلة مكانا للاجتماع الأصدقاء الفنانين بما في ذلك نيلس كريوغر ‏ ، غستاف سيدرستروم ، جورج باولي. تلقت آنا بالم تعليمًا خاصًا من قِبل والدها الذي درس في مدرسة الرسم الابتدائية ( Elementarteckningsskolan ) والتي أعدت الطلاب للأكاديمية الملكية السويدية للفنون .  
لم تدرس في الأكاديمية الملكية لأنه كان من غير المعتاد أن تدرس النساء هناك. في الثمانينات من القرن التاسع عشر، أصبحت طالبة لدى كل من رسام التاريخ إدوارد بيرسيوس ورسام المناظر الطبيعية بير دانيال هولم (1835-1903). في عام 1885، وبدعم مالي من والديها، سافرت إلى الدنمارك حيث أمضت بعض الوقت في سكاجين ، وحيث رسمت لوحة لعبة إل هومبر في فندق بروندومز ([./https://en.wikipedia.org/wiki/Et_l%E2%80%99hombre_parti_p%C3%A5_Br%C3%B8ndums_Hotel Et l’hombre parti på Brøndums Hotel]).  كما ذهبت أيضا إلى أنتويرب حيث درست تحت إشراف الرسام البحري رومان ستيب (1859-1927) قبل أن تقضي بعض الوقت في باريس .  

## المهنة

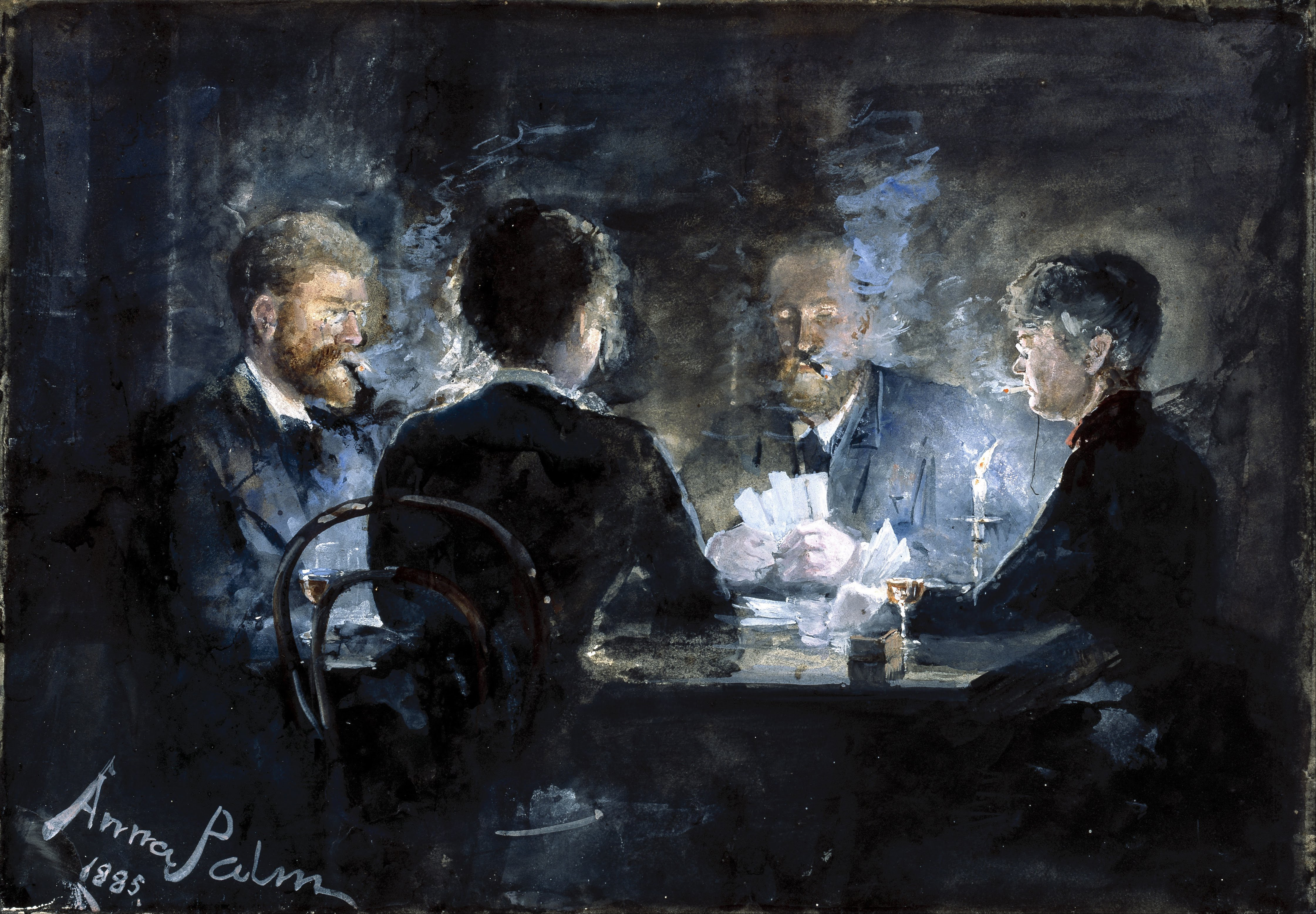
لعبة إل هومبر في فندق بروندومز (1885)

كانت بالم دي روزا واحدة من 84 فنانًا وقعوا خطابًا في عام 1885 يدعو إلى إجراء تغييرات جذرية في تعليم الأكاديمية السويدية التي اعتبروها قديمة. ومع ذلك، فقد عرضت أعمالها في الأكاديمية في عامي 1885 و 1887 ومن 1889 إلى 1891 درست رسم اللوحات المائية هناك. كانت أيضًا عضوة في الجمعية التي تم تشكيلها لاحقا: Svenska konstnärinnor ( فنانات سويديات ) مع إيفا بونيير وهانا باولي ومينا كارلسون-بريدبرج ‏ . ساهمت الألوان المائية للمشاهد البحرية مع البواخر والسفن الشراعية التي رسمتها في هذا الوقت في زيادة شعبيتها. بدأت في إنتاج العديد من اللوحات التفصيلية الصغيرة لإرضاء زبائنها الكثيرين. رسمت أيضا مشاهد لمدينة ستوكهولم. 
في ليلة رأس السنة 1985 ، في سن ال 36 ، غادرت السويد بشكل نهائي. وبعد أن أمضت سنة في باريس، انتقلت إلى إيطاليا حيث التقت بزوجها المستقبلي الملازم أول مشاة الفريدو دي روزا. بعد زفافهما في باريس عام 1901، انتقل الزوجان أولاً إلى كابري ، ثم استقرّا في مادونا ديل أركو ، في منطقة سانت أنستازيا ، بالقرب من نابولي في عام 1908.
بالإضافة إلى مشاهد الحياة الإيطالية، واصلت رسم المناظر الطبيعية في ستوكهولم بما في ذلك مبنى الأوبرا بالإضافة إلى مناظر للفن والمعرض الصناعي 1897 في ستوكهولم.
خلال الحرب العالمية الأولى عندما تم استدعاء زوجها، أصبحت بالم دي روزا نشيطة للغاية في إنتاج الرسومات، خاصة في بايا على خليج نابولي حيث أمضت عامًا. بعد الحرب، أصيبت بالإرهاق بشكل متزايد حتى وفاتها في مايو 1924. 
أعمالها معروضة في المتحف الوطني في ستوكهولم ومتحف جوتنبرج للفنون وجامعة أوبسالا وكذلك في متاحف نورشوبينغ وهلسنكي . 

## صالة عرض

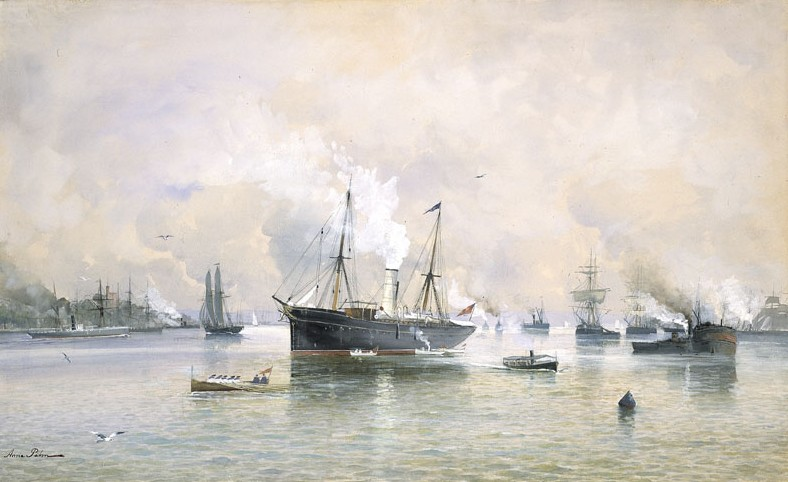
حركة المرور على ممر ستوكهولم (ستوكهولم ، 1890)
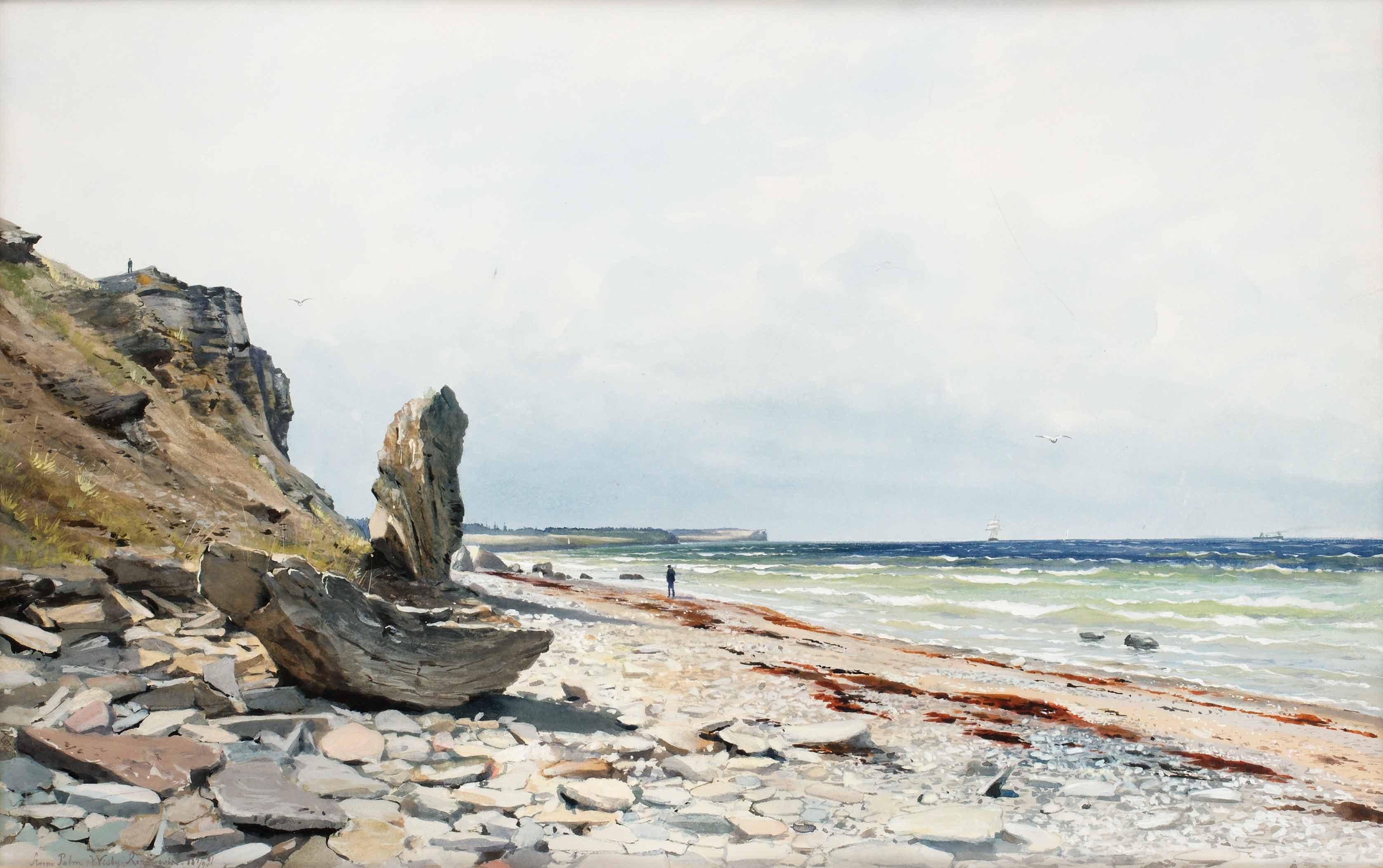
منحدرات هوجكينت (1891)
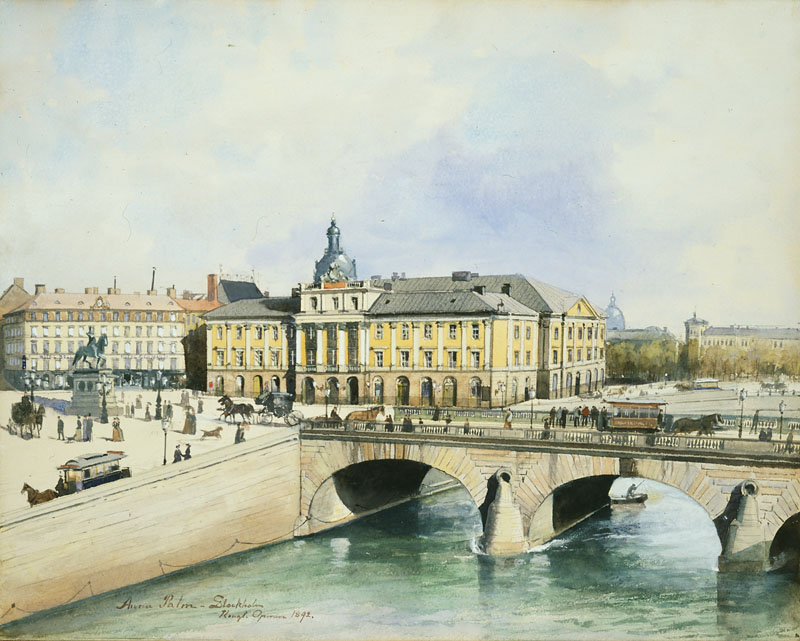
دار الأوبرا القديمة (ستوكهولم ، 1892)
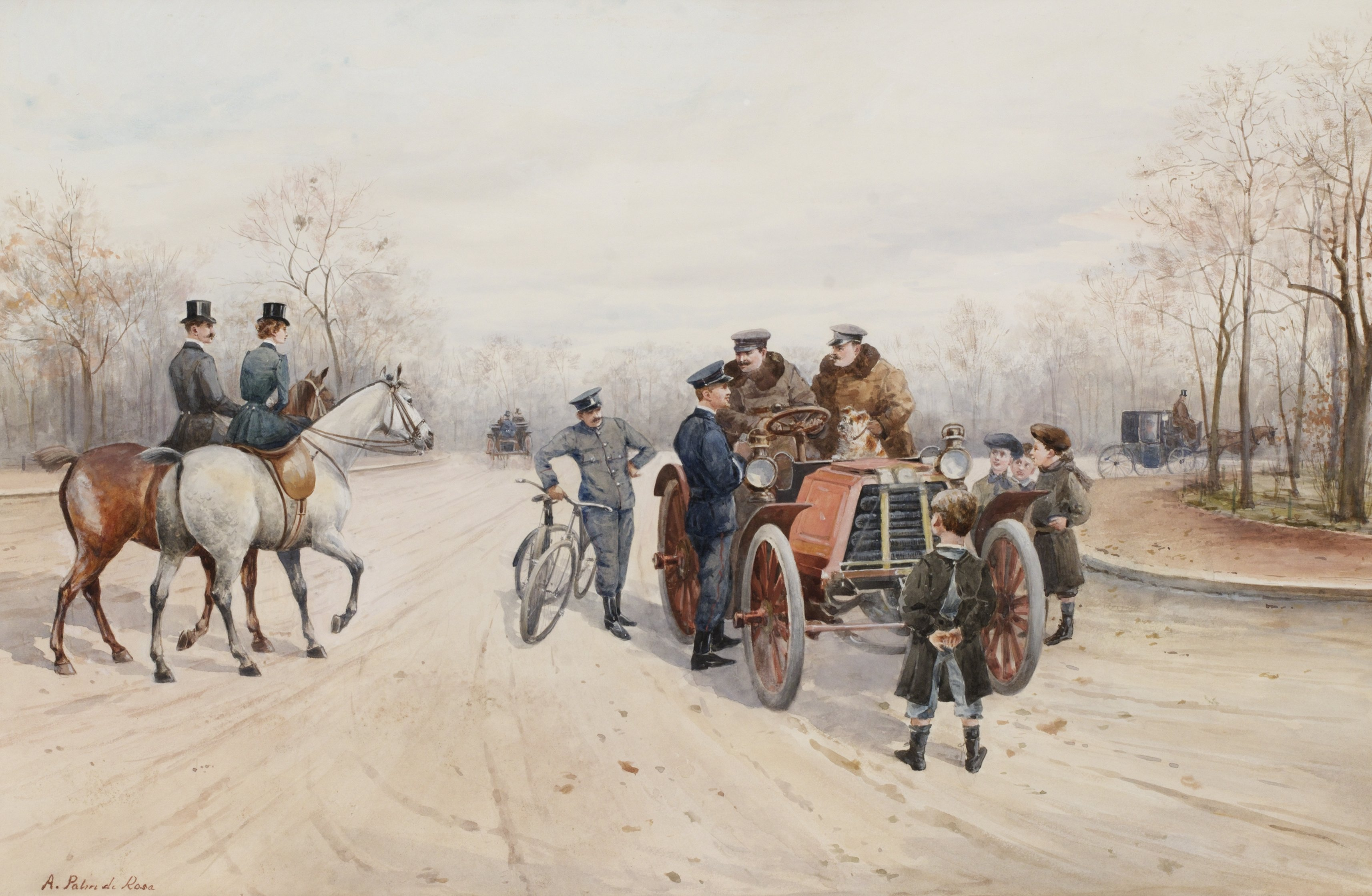
مخالفة سرعة ، بوا دي بولوني (باريس)
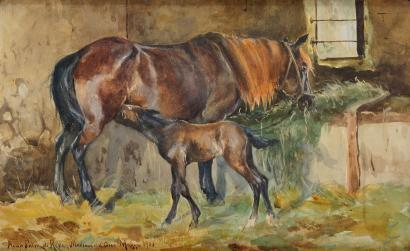
فرس ومهرها (مادونا ديل أركو ، 1908)